# Energikus
Der Energikus ist eine reale Modus-Kategorie des Verbs.
Er bringt eine kategorische Behauptung zum Ausdruck. (z. B. bei Aufforderung, Verbot, nachdrücklicher Bestätigung; Sprachw.).
Die meisten Sprachen bilden den Energikus durch Umschreibungen. Beispiel ist der deutsche Satz: „Ich werde das bestimmt tun.“